# 蒂龍鎮區 (明尼蘇達州勒蘇爾縣)
蒂龍鎮區（英語：Tyrone Township）是位於美國明尼蘇達州勒蘇爾縣的一個行政鎮區。

## 歷史
蒂龍鎮區於1858年成立，得名自愛爾蘭的蒂龍郡。

## 地方資料
蒂龍鎮區的面積為92.34平方千米，當中陸地面積為91.97平方千米，而水域面積為0.37平方千米。根據2020年美國人口普查的數據，當地共有人口511人，而人口密度為每平方千米5.53人。